# König der letzten Tage
König der letzten Tage ist ein deutscher Fernseh-Zweiteiler aus dem Jahr 1993 und spielt in der Zeit des Täuferreichs von Münster.

## Handlung
Sebastian Kien ist ein Vagant und Possenreißer, der mit List das Leben einer jungen Frau, Engele Kerkerinck, rettet, die zum Tode durch Hängen verurteilt wurde. Da ihre gesamte Familie zuvor erhängt worden ist, bleibt sie zunächst bei Sebastian, der ihr neuen Mut zum Leben schenkt. Engele will jedoch nach Münster, wo Jan van Leiden predigt, im Film ein ehemaliger Bordellwirt und Weggefährte Sebastians. Er ist zu einem Anführer der apokalyptisch-chiliastischen Täuferbewegung geworden, die viele Anhänger sowohl unter der katholischen als auch protestantischen Bevölkerung – insbesondere unter den Frauen – gefunden hat. Es entsteht ein Machtkampf zwischen Kirche, Adel und Bürgern. Da dem fürstbischöflichen Landesherren die Macht und die Steuereinnahmen der reichen Kaufmannstadt Münster von den neuen protestantischen Herren der Stadt entzogen werden, lässt er sie durch Belagerung aushungern. Die Machthaber des abgeriegelten Täuferreiches von Münster versuchen noch verzweifelt, durch verstärkte Predigertätigkeit auf den Straßen die darbenden Bürger auf ihrer Seite zu halten; letztlich bricht der militärische Widerstand der Münsteraner aber zusammen und Bischof Franz erobert die Stadt. Die Führer der geschlagenen Täuferbewegung werden öffentlich hingerichtet und zur Schau gestellt.
Die Handlung spielt großteils im Münster des Jahres 1534, hat aber  bis auf die Namen einiger Hauptpersonen wenig mit den tatsächlichen Geschehnissen im Täuferreich von Münster gemeinsam.

## Produktion und Veröffentlichung
Der Film wurde zu Teilen in Tschechien gedreht. Der münsterische Prinzipalmarkt wurde im Studio in Teilen nachgebaut. Der Film wurde am 17. November 1993 durch das ZDF erstmals ausgestrahlt.

## Kritik
Der sehr freie Umgang mit dem historischen Stoff trug dem Regisseur heftige Kritik wegen der Behandlung dieses wichtigen Kapitels der deutschen Reformationsgeschichte ein. Toelle wollte aber eher religiösen Wahn und den darauf beruhenden Verfall einer Stadt in der beginnenden Neuzeit darstellen und die Beeinflussbarkeit des Menschen durch Verführer.
Das Lexikon des internationalen Films befand, die Produktion sei „mit großem Aufwand in Dekor und Kostümen inszeniert. Das Drama [setzt] weniger die historische Wahrheit als vielmehr die Verführbarkeit der Massen zu politischen Zwecken in den Mittelpunkt der Betrachtungen.“

## Auszeichnungen
- Lobende Erwähnung beim Deutschen Kamerapreis 1994, Kategorie Dokumentarfilm